# هلدريق
هلدريق (Hilderic) ولد حوالي 460 وتوفي في 533، كان ملك الوندال والآلانيين قبل الآخير (بين 523 و530) في شمال أفريقيا (تونس حاليا). بالرغم من وفاته أثناء سقوط المملكة الوندالية، إلا أنه لعب دورا هاما في هذه الأحداث.

## بيبليوغرافيا
- بروكوبيوس القيسراني، حروب جستنيان (جزء الحروب ضد الوندال)، 551.
- أندريه شاستانيول، La fin du monde antique (نهاية العالم القديم)، منشورات Nouvelles Éditions Latines، باريس، 1976.